# Référendum constitutionnel de 2001 au Somaliland
Un référendum constitutionnel a lieu le 31 mai 2001 au Somaliland afin de faire adopter par la population un projet de constitution affirmant notamment l'indépendance du pays. Le Somaliland est alors un État de la Corne de l'Afrique qui s'est autoproclamé indépendant de la Somalie le 18 mai 1991 sur la base des frontières du Somaliland britannique, et qui n'est pas reconnu par la communauté internationale.
La nouvelle constitution est votée à la majorité des deux tiers par le parlement le 24 avril 2001, puis approuvée par une large majorité des votants lors du référendum, 97,10 % d'entre eux s'exprimant en faveur, pour une participation de 99,92 %. Malgré les espoirs du gouvernement, le référendum n'est suivi d'aucune reconnaissance internationale à l'étranger,.

## Résultat
| Choix                     | Votes     | %     |
| ------------------------- | --------- | ----- |
| Pour                      | 1 148 940 | 97,10 |
| Contre                    | 34 302    | 2,90  |
|                           |           |       |
| Votes valides             | 1 183 242 | 99,61 |
| Votes blancs et invalides | 4 591     | 0,39  |
| Total                     | 1 187 833 | 100   |
| Abstention                | 913       | 0,08  |
| Inscrits/Participation    | 1 188 746 | 99,92 |